# ジャクソン・ブラウン
ジャクソン・ブラウン（Jackson Browne, 1948年10月9日 - ）は、ドイツ出身、アメリカ合衆国ロサンゼルス育ちのミュージシャン、シンガーソングライター。
米西海岸を代表するフォークシンガーとして知られる。2004年『ロックの殿堂』入り。支持政党は民主党。

## バイオグラフィー

### 1970年代まで

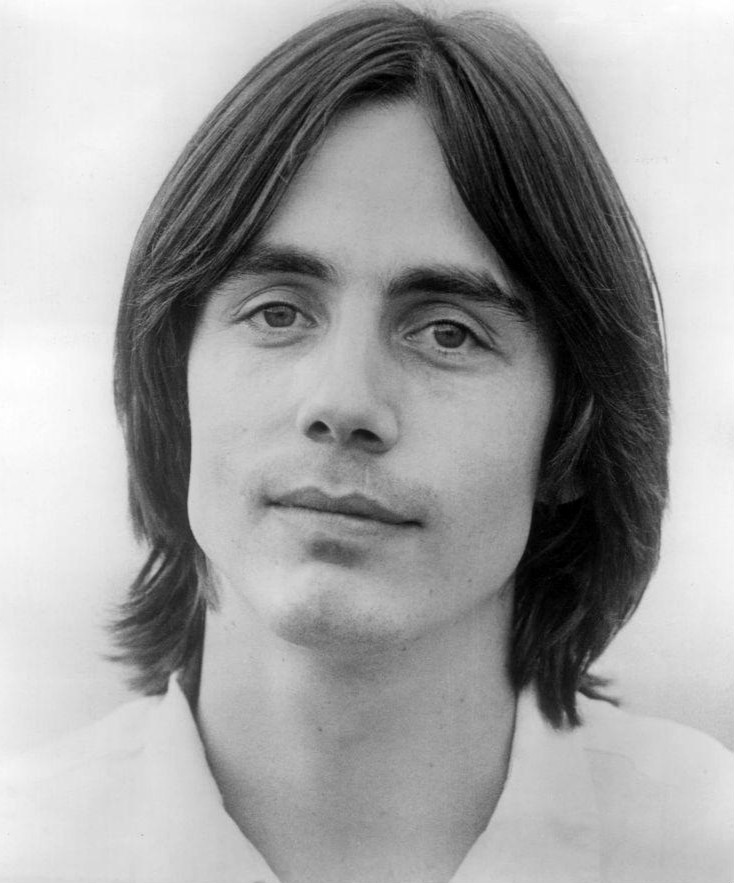
1977年頃のフォト

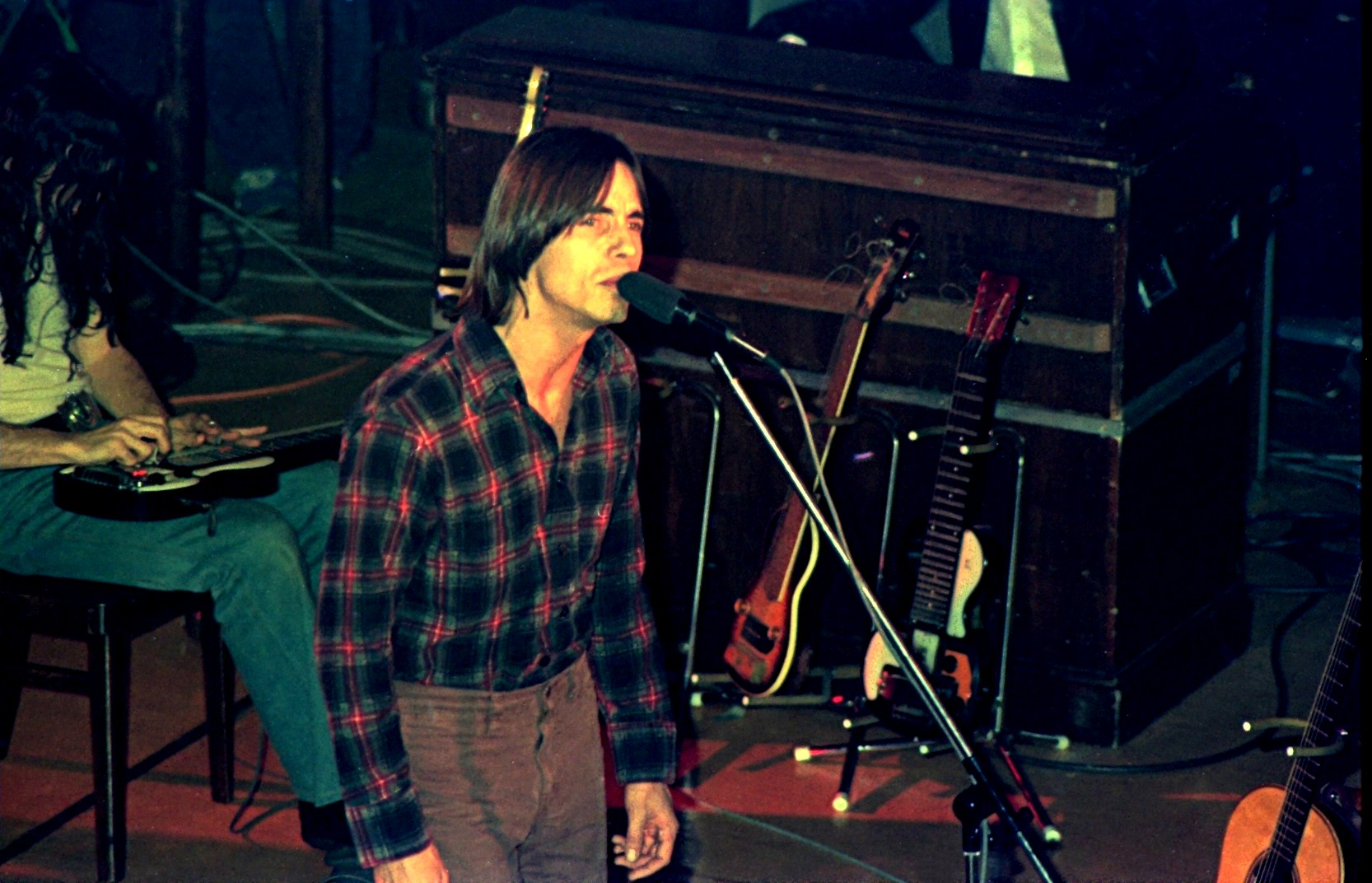
(1976年)

生まれは西ドイツのハイデルベルクであるが、1951年に家族でロサンゼルスに移住している。父親はピアノ弾きをしていたため、家ではいつも音楽が流れているような環境だった。また、あまり知られていないが弟のセヴェリンも音楽活動をしている。ブラウンにピアノを教えたのはセヴェリンであり、彼は弟を「僕の音楽のヒーロー」と呼んでいる。
1966年、ニッティー・グリッティー・ダート・バンドに加入しゴールデン・ベアで演奏、ダート・バンドは後に彼の曲をカバーしている。
1967年10月、ニコのデビュー・ソロ・アルバム『Chelsea Girl』に「青春の日々（These Days）」が収録される。以来、イーグルスやニッティー・グリッティー・ダート・バンド、トム・ラッシュなどが作品を取り上げ、デビュー前からその名は広く知られていた。
1972年、アサイラム・レコードからアルバム『ジャクソン・ブラウン・ファースト』でメジャー・デビューを果たす。同アルバムに収録されている「ドクター・マイ・アイズ」は、全米シングル・チャート第8位のヒットとなった。
以後、1974年『レイト・フォー・ザ・スカイ』が14位、1976年『プリテンダー』が5位、1978年『孤独なランナー』が3位と着実にチャート成績を伸ばし、1980年にリリースしたアルバム『ホールド・アウト』で初の全米チャート1位を獲得する。1970年代のブラウンの作品は、日々の生活の中で感じる苦悩や葛藤、心の痛みなどを歌っており、同世代の人々から高い支持を得た。作詞家としての評価も高く、ローリングストーン誌から「1970年代で最も完成された作詞家」と評された。

### 1980年代

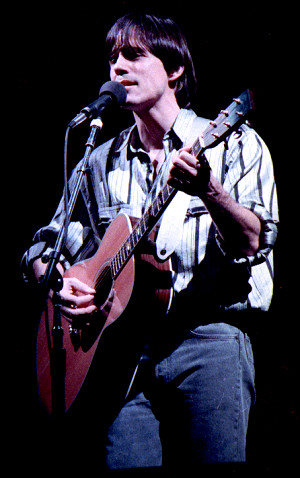
ノルウェー・ドランメン公演 (1986年11月)

1982年、映画『初体験/リッジモント・ハイ』のサウンドトラックに提供された「誰かが彼女を見つめてる（en:Somebody's Baby）」が全米7位となるヒットを記録（ブラウンのオリジナル・アルバムには未収録）。
1983年にはアルバム『愛の使者』をリリース。アルバム・タイトル曲でもある「愛の使者」は、当時のレーガン政権下で右傾化するアメリカを皮肉った内容であった。ブラウンは非常にリベラルな政治思想の持ち主で、民主党の熱心な支持者としても有名である。それ以降、1986年『ライヴズ・イン・ザ・バランス』、1989年『ワールド・イン・モーション』と徐々に政治的な内容を多く含む曲を発表するようになる。音楽的な評価は高かったが、セールスには結びつかなかった。
また、1979年にスリーマイル島原子力発電所で起きた放射能漏れ事故に抗議するイベント「ノー・ニュークス」を企画したり、1985年には当時ブルース・スプリングスティーンのEストリート・バンドに在籍したスティーヴ・ヴァン・ザントが、南アフリカ共和国の人種隔離政策が続くことに抗議するために企画したチャリティ・シングル「サン・シティ」およびアルバム『サン・シティ』に参加している。日本では、1986年に行われたチャリティ・コンサート「ジャパン・エイド」に参加した。レコード制作を通して社会的な発言を行うだけではなく、実際に様々な行動を起こして積極的に活動している。

### 1990年代
1990年代に入ってからは1993年『アイム・アライブ』、1996年『ルッキング・イースト』で内省的な曲作りに回帰している。また、80年代半ば頃からアルバム制作のインターバルが長くなっており、あまり多くの作品を発表していない。90年代以降はスタジオワークよりもコンサート・ツアーに比重が置かれている。曲作りのスタイルも、バンド・メンバーと共にセッションをしながら練り上げていくような形へと変化していく。また、チャリティー・イベントへの参加や、様々なアーティストとのジョイント・コンサートなども積極的に行っている。
1997年には初のベスト・アルバム『ベスト・オブ・ジャクソン・ブラウン』を発表、新曲も収録されている。1999年、自主レーベル「Inside Recordings」を設立した。

### 2000年代

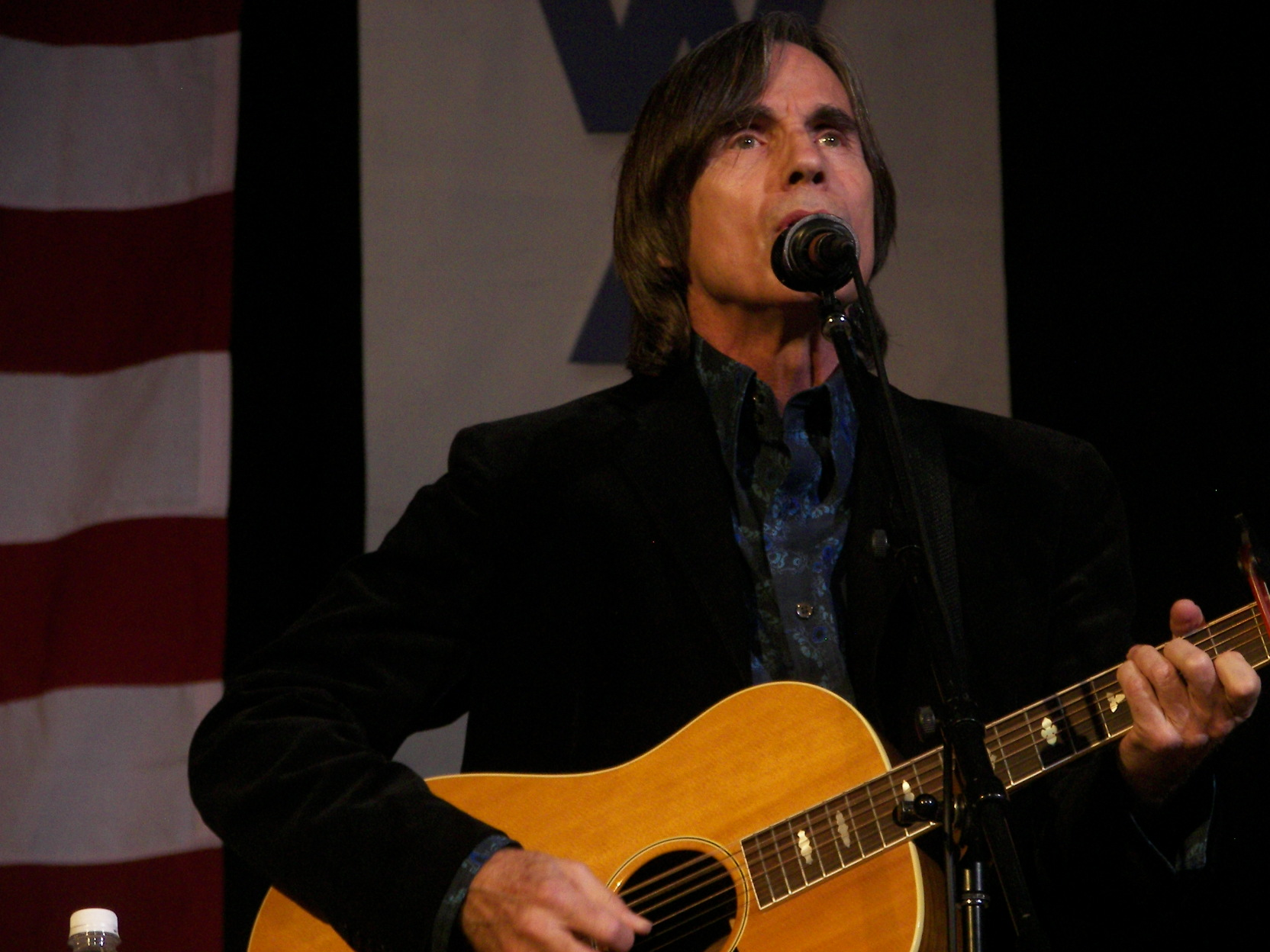
(2005年)

2002年、6年振りとなるオリジナル・アルバム『ネイキッド・ライド・ホーム』を発表。2004年には、親友のブルース・スプリングスティーンのプレゼンターによりロックの殿堂入りを果たしている。
2005年にはソロ・アコースティック・ツアーの模様を収録したライブ盤『ソロ・アコースティック第一集』、2008年には『第二集』を発売している。そして、同じく2008年には6年振りのスタジオ作品『時の征者』を発表し、来日公演も行っている。
また、2004年と2008年のアメリカ大統領選では、それぞれ民主党のジョン・ケリーとバラク・オバマへの支持を呼び掛けている。2008年の大統領選で共和党のジョン・マケイン候補が「孤独なランナー」を無断で選挙CMで使用したとして、マケイン陣営を提訴した（その後、マケイン陣営が謝罪し和解）。
2010年には、シェリル・クロウとのジョイント・コンサートという形で来日している。前半がブラウン、後半がクロウ、最後に2人で競演という流れだった。
2011年には、東日本大震災による福島第一原子力発電所事故を受け、「M.U.S.E.」として32年振りとなる反原発コンサートを開催。クロスビー、スティルス&ナッシュ、ボニー・レイット、ドゥービー・ブラザーズ、ジョン・ホール、喜多郎らが参加した。
2015年3月、14thアルバム『スタンディング・イン・ザ・ブリーチ』に伴う7年ぶりの来日公演。
2017年10月、デビュー45周年を記念した来日公演を開催。

## 人物像・交友関係

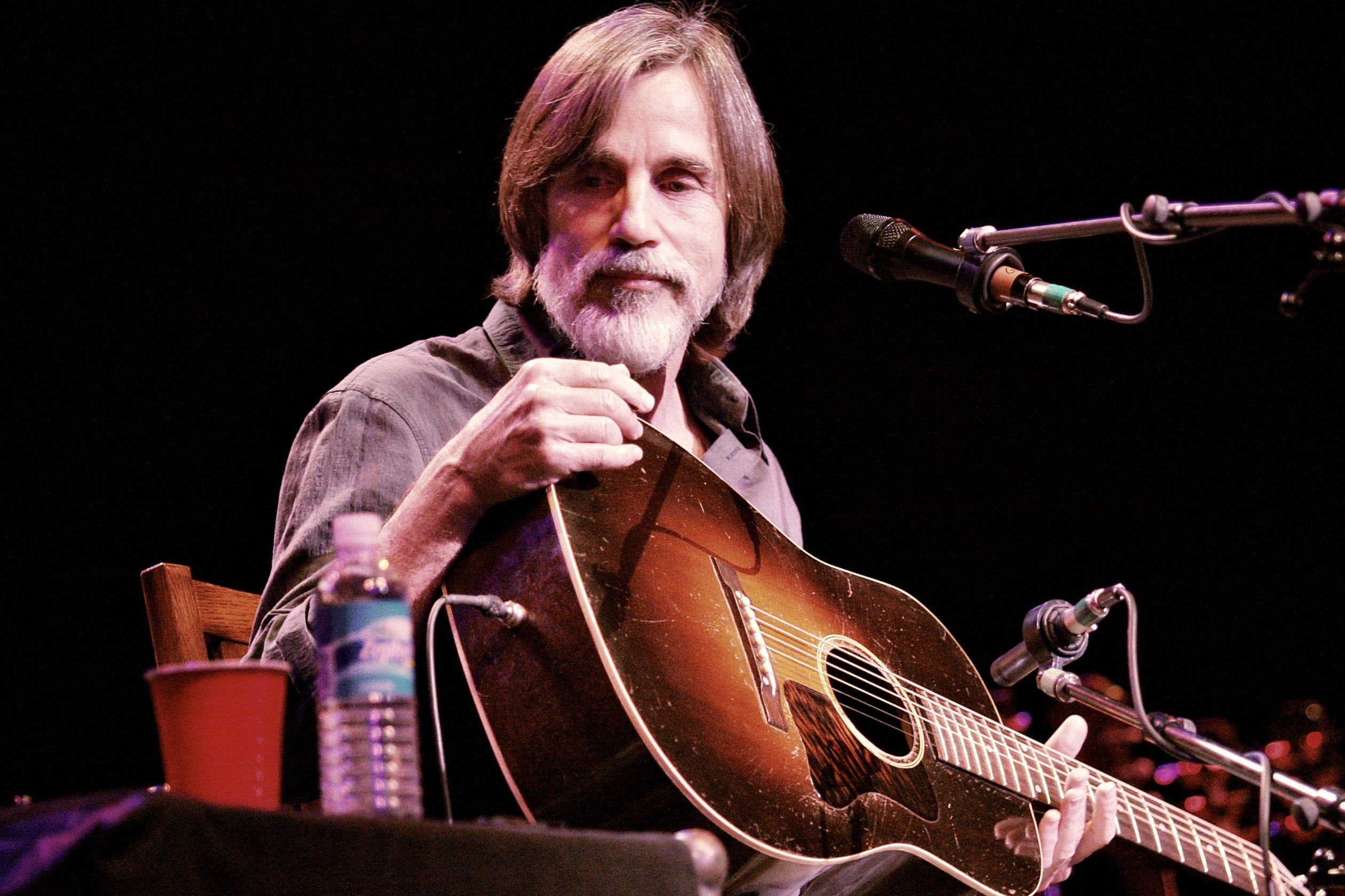
(2008年)

- ブラウンの才能を高く評価していたデヴィッド・ゲフィンは、アトランティック・レコード[注 1]に契約を持ち掛けるが、新たにレーベルを作ることを薦められる。そして、1971年にアサイラム・レコードを設立し、ブラウンのデビューに漕ぎ着けた。
- デビュー間もない頃、イーグルスのグレン・フライやJ.D.サウザーと同じアパートに住んでいたことがある。イーグルスのデビュー曲「テイク・イット・イージー」はブラウンがフライにプレゼントしたものである。後に、ブラウンもセルフカバーしている。
- アメリカの東西の有名シンガーであるブルース・スプリングスティーンとは、ほぼ同期デビューで同い年ということもあり、長い交友がある[注 2]。度々ステージでも共演している。
- ウォーレン・ジヴォン[注 3]の才能を高く評価しており、一時音楽業界から離れていた彼の復活のために尽力、プロデュースも買って出た。彼の遺作となった『The Wind』にも参加している。

## アルバム・ディスコグラフィ
- 1972年 ジャクソン・ブラウン・ファースト Saturate Before Using (53位)
- 1973年 フォー・エヴリマン For Everyman (43位)
- 1974年 レイト・フォー・ザ・スカイ Late For The Sky (14位)
- 1976年 プリテンダー The Pretender (5位)
- 1977年 孤独なランナー Running On Empty (3位)
- 1980年 ホールド・アウト Hold Out (1位)
- 1983年 愛の使者 Lawyers In Love (8位)
- 1986年 ライヴズ・イン・ザ・バランス Lives In The Balance (23位)
- 1989年 ワールド・イン・モーション World In Motion (45位)
- 1993年 アイム・アライブ I'm Alive (40位)
- 1996年 ルッキング・イースト Looking East (36位)
- 1997年 ベスト・オブ・ジャクソン・ブラウン The Next Voice You Hear : The Best Of Jackson Browne
- 2002年 ネイキッド・ライド・ホーム The Naked Ride Home (36位)
- 2004年 ヴェリー・ベスト・オブ・ジャクソン・ブラウン The Very Best Of Jackson Browne (46位)
- 2005年 ソロ・アコースティック第一集 Jackson Browne Solo Acoustic Vol.1 (55位)
- 2008年 ソロ・アコースティック第二集 Jackson Browne Solo Acoustic Vol.2 (24位)
- 2008年 時の征者　Time The Conqueror (20位)
- 2014年 スタンディング・イン・ザ・ブリーチ Standing In The Breach
- 2021年 ダウンヒル・フロム・エヴリホェア　”Downhill From Everywhere”

※順位はすべてビルボード200による最高順位